# 19. Reserve-Division (Deutsches Kaiserreich)
Die 19. Reserve-Division war ein Großverband der Preußischen Armee im Ersten Weltkrieg und gehörte zum X. Reservekorps.

## Gliederung

### Kriegsgliederung bei Mobilmachung 1914
- 37. Reserve-Infanterie-Brigade
  - Reserve-Infanterie-Regiment Nr. 73
  - Reserve-Infanterie-Regiment Nr. 78
- 39. Reserve-Infanterie-Brigade
  - Reserve-Infanterie-Regiment Nr. 74
  - Reserve-Infanterie-Regiment Nr. 92
  - III. Bataillon/Reserve-Infanterie-Regiment Nr. 79

- Reserve-Dragoner-Regiment Nr. 6
- Reserve-Feldartillerie-Regiment Nr. 19
- 1. Reserve-Kompanie/Hannoversches Pionier-Bataillon Nr. 10
- 2. Reserve-Kompanie/Hannoversches Pionier-Bataillon Nr. 10

### Kriegsgliederung vom 20. August 1918
- 39. Reserve-Infanterie-Brigade
  - Reserve-Infanterie-Regiment Nr. 73
  - Reserve-Infanterie-Regiment Nr. 78
  - Reserve-Infanterie-Regiment Nr. 92
  - 3. Eskadron/Reserve-Dragoner-Regiment Nr. 6
- Artillerie-Kommandeur Nr. 114
  - Reserve-Feldartillerie-Regiment Nr. 19
  - II. Bataillon/Fußartillerie-Regiment „General-Feldzeugmeister“ (Brandenburgisches) Nr. 3
- Pionier-Bataillon Nr. 319
- Divisions-Nachrichten-Kommandeur Nr. 419

## Gefechtskalender

### 1914
- 22. August – Gefecht bei Monceau-sur-Sambre
- 23. bis 24. August – Schlacht bei Namur
- 26. August – Gefecht bei Marbaix, westlich Avesnes
- 27. August – Gefecht bei Fesmy, südlich Landrecies
- 29. bis 30. August – Schlacht bei St. Quentin
- 04. September – Gefecht bei Le Breuil
- 06. bis 9. September – Schlacht am Petit Morin
- 12. September bis 9. Oktober – Kämpfe bei Reims
- ab 11. Oktober – Kämpfe an der Aisne

### 1915
- bis 4. Februar – Kämpfe an der Aisne
- 06. bis 15. Februar – Stellungskämpfe in der Champagne
- 16. bis 19. Februar – Schlacht bei Perthes-lès-Hurlus und Beauséjour (4. Schlacht bei Perthes)
- 21. Februar bis 20. März – Winterschlacht in der Champagne
- 03. bis 16. April – Stellungskämpfe in der Champagne
- 17. April bis 17. Mai – Reserve der Armeeabteilung Falkenhausen
- 17. Mai bis 3. Juli – Kämpfe bei Metzeral
- ab 17. Mai – Stellungskampf im Oberelsass

### 1916
- bis 14. März – Stellungskampf im Oberelsass
- 15. März bis 12. Juli – Schlacht um Verdun
- 12. Juli bis 7. Oktober – Kämpfe im Argonner Wald
- 08. bis 30. Oktober – Schlacht an der Somme
- ab 2. November – Stellungskämpfe zwischen Maas und Mosel, auf den Maashöhen bei Combres und an der Grande Tranchée de Calonne

### 1917
- bis 16. Februar – Stellungskämpfe zwischen Maas und Mosel, auf den Maashöhen bei Combres und an der Grande Tranchée de Calonne
- 18. bis 23. Februar – Stellungskämpfe vor Verdun
- 24. Februar bis 14. März – Kämpfe an der Aisne
- 15. März bis 5. April – Stellungskämpfe an der Aisne
- 06. bis 30. April – Doppelschlacht an der Aisne und in der Champagne
- 01. bis 5. Mai – Transport nach dem Osten
- 05. Mai bis 31. August – Stellungskämpfe vor Riga
- 01. bis 5. September – Schlacht um Riga
- 06. bis 11. September – Stellungskämpfe nördlich der Düna
- 11. bis 15. September – Transport nach dem Westen
- 16. bis 22. September – Stellungskämpfe am Chemin des Dames
- 23. September bis 7. Oktober – Herbstschlacht in Flandern
- 08. bis 17. Oktober – Stellungskämpfe in der Champagne
- ab 18. Oktober – Stellungskämpfe vor Verdun

### 1918
- bis 11. April – Stellungskämpfe vor Verdun
- 12. bis 29. April – Schlacht um den Kemmelberg
- 30. April bis 5. Mai – Stellungskrieg in Flandern
- 05. Mai bis 30. August – Stellungskämpfe bei Reims
- 31. August bis 4. September – Abwehrschlacht zwischen Oise und Aisne
- 05. bis 8. September – Kämpfe vor der Siegfriedfront
- 09. bis 27. September – Kämpfe in der Siegfriedstellung
- 28. September bis 9. Oktober – Stellungskämpfe nördlich der Ailette
- 10. bis 13. Oktober – Kämpfe vor und in der Hundingstellung
- 14. Oktober bis 4. November – Kämpfe vor und in der Hermannstellung
- 05. bis 11. November – Rückzugskämpfe vor der Antwerpen-Maas-Stellung
- ab 12. November – Räumung des besetzten Gebietes und Marsch in die Heimat

## Kommandeure
| Dienstgrad                   | Name                   | Datum                              |
| ---------------------------- | ---------------------- | ---------------------------------- |
| General der Infanterie       | Max von Bahrfeldt      | 2. August 1914 bis 28. Juni 1915   |
| General der Infanterie z. D. | Hermann von Wartenberg | 29. Juni 1915 bis 5. November 1917 |
| Generalmajor                 | Paul Meister           | 6. November 1917 bis Januar 1919   |